# UG☆アルティメットガール
『UG☆アルティメットガール』（アルティメットガール）は、2005年1月から3月にかけて『A15』枠内で放送されたテレビアニメ（UHFアニメ）。

## 概要
音読時には単に「アルティメットガール」と読む場合が多い。「月刊電撃コミックガオ!」にて濱元隆輔による漫画版が連載された。 
普通の女子高生3人が巨大ヒロインに変身して怪獣と闘うという設定。m.o.e.のUHFアニメらしく、お色気要素が多い（それでも変身3部作に見られたような過激な描写はあまりなかった）また、ストーリーや登場人物の名前、各話のサブタイトルなどはウルトラシリーズのパロディとなっている部分が多い。
また、UFOマンの声を担当しているのが古谷徹のためか、『ガンダム』や『セーラームーン』、『巨人の星』など古谷の出演作品からのパロディネタも散見される。
『A15』が放送されていたtvkやサンテレビ関連のネタもある。監督のムトウユージが後年に自身のTwitterで明かしたところによれば、第7話の制作に際してはサンテレビの地元である神戸でのロケを行い、同局内の喫茶店などを訪れて神戸港の風景を撮影したという。

## あらすじ
21世紀初頭の東京ではなぜか月曜日ごとに、マニアックでどこかいやらしげな姿の怪獣が頻繁に出現していたが、そのたびごとに謎のヒーロー・UFOマンが怪獣を倒してくれていた。怪獣とUFOマンとの闘いは人々の生活に馴染んでおり、人々は闘いを楽しんでいるようだった。
そんなある日、白絹たち3人が井ノ頭公園に来ていたところに怪獣が出現。UFOマンが現れるが、3人が怪獣に近づいていたためにあやまって3人を踏み潰してしまう。責任を感じたUFOマンは3人に自分の魂と身体の一部を分け与え、以後3人はUFOマンに代わって怪獣たちと闘うことになる。
UFOマンと白絹たち3人との出会いの部分のストーリーは『ウルトラマン』第1話のパロディとなっている。

## 登場人物
小春野白絹（こはるの しるく）
声 - 福圓美里
1987年7月3日生まれ。
住所 杉並区阿佐谷 / 身長 156cm / バストサイズ Bカップ(小説版ではAカップ) / 血液型 A / 変身時の身長 31.2m / 変身時の体重 1万7000トン
東京・中野坂上にある二子山学園高校2年生M78組出席番号7番。アルティメットガールの一人で「アルティメットガール・貧乳」と呼ばれる。引っ込み思案で恥ずかしがり。諸星真に恋心をよせているが、思いを伝えられずにいる。コードネームこそ「貧乳」だが、実際には乳揺れするなどそれほど貧乳というわけでもない。「アルティメットガール・巨乳と比較したら小さい」程度とあまりに酷いネーミングを付けられ、本人もこのことを気にしている。髪の色は変身前が茶色で、変身後が白。
ムトウユージが監督を務めている『クレヨンしんちゃん』にて春野白絹というパロディキャラクターの名前でゲスト出演して、声優も同じ福圓美里である。
鳳ヴィヴィアン（おおとり ヴィヴィアン）
声 - 生天目仁美
1987年10月12日生まれ。
住所 杉並区高円寺南 / 身長 168cm / バストサイズ Eカップ / 血液型 B / 変身時の身長 33.6m / 変身時の体重 2万1000トン
二子山学園高校2年生で白絹のクラスメイト。アルティメットガールの一人で3人の中でスタイル抜群なため、「アルティメットガール・巨乳」と呼ばれる。愛称は「ヴィヴィ」。お嬢様育ちの金髪ハーフのわりにさっぱりした男勝りな性格だが、母親（外国人）の教育の影響か巨大化時の衣装消失の際は露出を隠そうとしてたり、白絹以上に照れ屋だったりと外見どおりの乙女な一面も持っている。現在は両親が海外に滞在中で、叔父夫婦が営む魚屋に間借りしている。実は白絹のことが好きなのだが、当の白絹が真に夢中ということもあって葛藤は深い。絶叫マシンが苦手。他の二人に比べて体格や運動神経がいいためか肉弾戦が得意。変身後の髪の色はオレンジ。
諸星つぼみ（もろぼし つぼみ）
声 - 徳永愛
1987年4月23日生まれ。
住所 杉並区南荻窪 / 身長 147cm / バストサイズ Aカップ / 血液型 AB / 変身時の身長 29.4m / 変身時の体重 1万5000トン
二子山学園高校2年生で白絹のクラスメイト。アルティメットガールの一人で白絹以上に貧乳なのに「アルティメットガール・ロリ」と呼ばれる。オタク系のメガネっ子でボク少女。コスプレも得意。語尾は「〜っす」。親は資産家。3人の変身後の姿を「アルティメットガール」と名付けたのはつぼみである。変身するとメガネが外れる。普段からイベント会場でコスプレをしているせいか、羞恥心が全くと言っていいほど無い。3人の中ではやる気は一番あるが、アルティメットガールたちは羞恥心がパワーの源になるため、戦闘力は最弱である（そのため、頭脳戦に出る場合がある）。髪の色は変身前が黒で、変身後が水色。ドラマCDでは高校生になっても兄の真と一緒にお風呂に入っていると判明。
UFOマン
声 - 古谷徹
謎の巨大ヒーローとして怪獣と戦っていたが、不幸な事故の結果、白絹・ヴィヴィアン・つぼみに自分の魂と身体の一部を分け与えたために小型化してしまった。ヒーローらしからぬエロい性格。普段は白絹の部屋にいて、机の引き出しを寝床にしている。小説版では地球の衛星軌道上に基地があるが、小型後はそこへ飛んでいくことができなくなった。3人の変身後の衣装は3分経過でエネルギーが尽きて少しずつ消失する仕組みで、変身中に彼が体調を崩すとエネルギー切れが早まる。なお、白絹・ヴィヴィアン・つぼみが変身するときにはUFOマンも変身後の姿の一部となるため、同時には1人しか変身することができない（漫画版最終回では例外として3人同時に変身。ただしごく短時間で、衣装も簡略化）。宇宙警察らしい。
岡村与作（おかむら よさく）
声 - 松山鷹志
怪獣ジャーナリストであり、怪獣が出現したときには実況中継の解説をしている。アルティメットガールに入れ込むあまりに暴走ぎみ。アルティメットガールが初登場したときに、彼女らを「UFOマンP」（DVD版・漫画版ではUFOマン子）と呼称していた。またアルティメットガールに変身中の白絹やヴィヴィアンのネーミングを胸の大きさで決めたり、全裸になりそうになってもカメラを移そうとするなど自覚は無いがかなりスケベでデリカシーがなく、そのため時折繭から厳しいツッコミを入れられることもある。
諸星真（もろぼし まこと）
声 - 泰勇気
つぼみの兄で二子山学園高校3年生。高校の報道部に所属。アルティメットガールの正体を探るべくバイクで走り回っている。白絹の憧れの存在。本人は悪意こそないが基本的に怪獣しか興味がなく、それゆえに怪獣という言葉を聞くと男子禁制の場所にも現れたり、全裸になりそうなっても写真を撮ったり、白絹が「巨乳好きなのに?」に対して堂々と「大好きさ」と爆弾発言するなど女の子に対してのデリカシーさにやや欠けている。その一方で白絹に気遣うところもある。
小春野繭（こはるの まゆ）
声 - 木村亜希子
白絹の姉。テレビ局ZATVのレポーター。岡村与作と共に怪獣のレポートをしている。一時期、アルティメットガールが妹の白絹と疑ったことがある。

## 怪獣
この作品における怪獣は、裏m.o.eと宇宙生物が融合して誕生する。

### アニメ版
ソフビ怪獣 グルマァク
声 - たかはし智秋
ソフビ人形の怪獣。武器は手に持っている東京タワー。コアは胸。
機関車怪獣 シュポー
声 - 松本吉朗
国鉄時代D51の怪獣。体当たりは強力。 コアは股間の電車。
メディカル怪獣 お注チャー
声 - 松本吉朗
医者の怪獣。バルタン星人とメトロン星人に酷似。手の注射器が武器。コアは股間の聴診器。
編集怪獣 メガミマスク
声 - メガミマスク
メガミマガジン編集部員扮するメガミマスクがモデル。レスラー形態やロボット形態がある。コアは額。
蛸怪獣 ハチロー
声 - 松本吉朗
巨大なタコの怪獣。元ネタはたこ八郎。ボクシンググローグをつけている割に弱い。コアは腹。
クラシック怪獣 マーラー
声 - 西村朋紘
メトロノームの怪獣。顔はうす怪獣モチロンに酷似。名前はグスタフ・マーラー。タクトを武器にするほか、催眠音波を流す。コアは振り子の重り。
仏像怪獣 大仁王（だいにおう）
声 - 楠見尚己
仏像の怪獣。大魔神のように手をかざすと変身する。コアは額。
同人誌怪獣 ムシューセー
声 - 平川大輔
同人誌の怪獣。頭がギャオスに酷似している。
アルティメットボーイ
ウルトラセブンの酷似。コアは胸部にあるカメラ（カラータイマーにも見える）。真がコアに取り込まれている。
ガンガル
ガンダムのパチモン。コアはドリル。最終回のエンディングに登場。
ギャンブル怪獣　タンショー
ラジオドラマに登場。アニメ版の続きの物語になっている。

### コミック版
コミック版にのみ登場した怪獣。
- ホスト怪獣 ホストロイヤー
- マッド怪獣 ヘルドクター
- 軍服怪獣 ゲルトハイマー
- 野菜怪獣 ナスイヌ
- アルティメットガールＺ

### 小説版
UFOマンが戦った怪獣。
- 粗大電器怪獣リサイクロン
- 幽霊怪獣ゴーステロン
- 競走馬怪獣ウマナミ
- 海獣怪獣アラチャン
- ロック怪獣ブドカーン
- ラーメン怪獣ドンブラー
- 酔っ払い怪獣チュータロー
- レゲエ怪獣ラスタロン
- 合体怪獣イケブクラッコ
- ボクサー怪獣ダイガッツ
- 色黒女子高生怪獣ヤマンーバ
- 弾き語り怪獣サンプラーザ
- バス怪獣キャトバス
- 日本蕎麦怪獣ソバギラー
- ロボット怪獣ガンダモドキ
- 力士怪獣ドースコイ
- セル画怪獣アニメリアン
- 新体操怪獣レオタルドン
- ラーメン怪獣ドンブラーⅡ世
- 缶ビール怪獣ブラックラベラー
- 政治家怪獣アイムソーリー
- パンダ怪獣珍珍
- 激辛スナック怪獣パパネロン
- 忘年会怪獣エンカイゲイ
- サンタクロース怪獣バッドサンタ
- 除夜の鐘怪獣カネナラス・ゴーン
- 鏡餅怪獣モチット
- サッカー怪獣オレオーレ
- 原付自動車怪獣モンスターカブ
- 受験勉強怪獣キンジロー
- 踏み切り怪獣シャッダーン
- 通販怪獣ジャップネットン
- マガモ怪獣ヤガモン
- ラブホテル怪獣ゴキューケー
- 有閑マダム怪獣ホストスキー
- 格闘ゲーム怪獣グラップルオー
- 演劇怪獣アングラッシュ
- 牛丼怪獣トクモリン
- パチスロ怪獣フィーバァ

## 用語
m.o.e.（えむおーいー）
michaiyan otome energy （見ちゃいやん 乙女 エナジー）の略。アルティメットガールに変身した三人が活動する際のエネルギー源。要するに羞恥心。
m.o.e.パワーが一番強いのは白絹。ヴィヴィアンは「白絹に見られる」といった条件がないと発生しない。つぼみはコスプレ慣れしているせいか羞恥心が全くなく、m.o.e.パワーがほとんどない。
裏m.o.e.（うらえむおーいー）
mitekure oreno energy (見てくれ 俺の エナジー)の略。m.o.e.と同じく人間から発生する。自己顕示欲や、ある物に対する熱い想いが発生源。
主に同人誌即売会や競馬などのイベントで発生する。これに宇宙生物が惹かれて地球に到達し、融合して怪獣となる。
作中では怪獣がなぜ毎週月曜日に出現するのかが長らく謎とされていたが、前述のイベントが主に日曜日に開催されるためであった。
宇宙生物が 裏m.o.e. の発生源であるイベント会場などに到達したときには、たいていはイベントが終わっており、残っている 裏m.o.e. はわずかしかない。だが11話・12話では大規模な同人誌即売会が3日連続で開催されたため、宇宙生物が会場であるビッグサイトにたどり着いたときはイベントの開催中であり、大量の裏m.o.e. が存在。さらに諸星真が「自分もいつかアルティメットガールについての本を出す」と熱血していたので、宇宙生物は真をも取り込んで怪獣化。これまでにない強力怪獣アルティメットボーイが誕生してしまう。
宇宙生物
見かけは半透明の緑色で不定形。スライムやアメーバのよう。大きさは人間一人分位。宇宙から 裏m.o.e に惹かれて地球に到達し、 裏m.o.e と融合して怪獣となる。

## スタッフ
- 原作 - m.o.e.、スタジオマトリックス
- 企画 - 久米憲司、白井勝也
- 原案 - ゆーじと愉快な仲間たち
- 監督 - ムトウユージ
- シリーズ構成 - 西園悟
- キャラクターデザイン - 守岡英行
- 色彩設計 - 田中直人
- 美術監督 - 谷口百範
- 撮影監督 - 松田成志
- 編集 - 瀬山武司
- 音楽 - MOKA
- 音響監督 - 高橋秀雄
- プロデューサー - 石黒達也
- アニメーションプロデューサー - 北垣貴司
- アニメーション制作 - スタジオマトリックス
- 製作 - m.o.e.

## 主題歌
オープニングテーマ「WHITE HEAT」（第2話 - 第11話）
作詞 - 威成一 / 作曲・編曲 - 凸 (macado) / 歌 - yozuca*
- 第8話において歌詞の2番が劇中挿入。

エンディングテーマ「3センチメンタル」
作詞・作曲 - 相澤大（macado） / 編曲 - 凸 / 歌 - 白絹（福圓美里）

## 各話リスト
| 話数 | サブタイトル                  | パロディ元となった作品とタイトル                              | 脚本     | 絵コンテ     | 演出         | 作画監督   |
| ---- | ----------------------------- | ------------------------------------------------------------- | -------- | ------------ | ------------ | ---------- |
| 1    | アルティメット作戦第一号      | 『ウルトラマン』第1話 「ウルトラ作戦第一号」                  | 西園悟   | ムトウユージ | ムトウユージ | 守岡英行   |
| 2    | 輝け! アルティメット三姉妹    | 『ウルトラマンA』第1話 「輝け! ウルトラ五兄弟」               | 西園悟   | 佐藤昌文     | 畠山茂樹     | 柳瀬雄之   |
| 3    | UGが死ぬとき! 東京は壊滅する! | 『ウルトラマンレオ』第1話 「セブンが死ぬ時! 東京は沈没する!」 | 西園悟   | 佐藤昌文     | 畠山茂樹     | 柳瀬雄之   |
| 4    | あっ! つぼみが食べられる!     | 『ウルトラマンタロウ』第44話 「あっ! タロウが食べられる!」    | 筆安一幸 | 鎌田千夏     | 福山新市     | 山本佐和子 |
| 5    | アキバより愛をこめて          | 『ウルトラセブン』第12話 「遊星より愛をこめて」               | 筆安一幸 | 今千秋       | 沼田誠也     | 立石聖     |
| 6    | 白絹やぶれかぶれ              | 『ウルトラファイト』第12話 「ギャンゴやぶれかぶれ」           | 筆安一幸 | 石踊宏       | 石踊宏       | 松本勝次   |
| 7    | アルティメットガール西へ      | 『ウルトラセブン』第14-15話 「ウルトラ警備隊西へ」            | 浦畑達彦 | 畠山茂樹     | 畠山茂樹     | 李鍾卿     |
| 8    | 京都行きます                  | 『怪奇大作戦』第25話 「京都買います」                         | 浦畑達彦 | 畠山茂樹     | 畠山茂樹     | 柳瀬雄之   |
| 9    | ヴィヴィアン夕陽に死す        | 『帰ってきたウルトラマン』第37話 「ウルトラマン夕陽に死す」   | 浦畑達彦 | 畠山茂樹     | 畠山茂樹     | 柳瀬雄之   |
| 10   | UGだ! 萌えろ!                 | 『ウルトラマンレオ』第6話 「男だ! 燃えろ!」                   | 西園悟   | 鎌田千夏     | 菅井嘉浩     | 本村晃一   |
| 11   | 変態                          | 『ウルトラQ』第22話 「変身」                                  | 西園悟   | 今千秋       | むらた雅彦   | 山本佐和子 |
| 12   | さらばアルティメットガール    | 『ウルトラマン』第39話 「さらばウルトラマン」                 | 西園悟   | ゆきひろ     | ゆきひろ     | 守岡英行   |

## 放送局
| 放送地域 | 放送局     | 放送期間                 | 放送日時           | 放送系列  | 備考  |
| -------- | ---------- | ------------------------ | ------------------ | --------- | ----- |
| 千葉県   | ちばテレビ | 2005年1月9日 - 3月27日   | 日曜 24:00 - 24:30 | 独立UHF局 |       |
| 埼玉県   | テレビ埼玉 | 2005年1月9日 - 3月27日   | 日曜 25:05 - 25:35 | 独立UHF局 |       |
| 兵庫県   | サンテレビ | 2005年1月10日 - 3月28日  | 月曜 24:00 - 24:30 | 独立UHF局 |       |
| 神奈川県 | tvk        | 2005年1月10日 - 3月28日  | 月曜 24:35 - 25:05 | 独立UHF局 |       |
| 東京都   | TOKYO MX   | 2007年12月7日 - 12月28日 | 金曜 25:30 - 26:00 | 独立UHF局 | [ 6 ] |

## 関連書籍
いずれもメディアワークス刊。
ノベライズ
アルティメットガール 桜花春風巨大乙女!（威成一：著・電撃文庫）
- 2005年4月初版 ISBN 4-8402-3029-3

コミックス
UG☆アルティメットガール（濱元隆輔）
- 2005年10月初版 ISBN 4-8402-3226-1
- キャラクター、設定はアニメ版と共通だが、第1話から第3話以降に登場する怪獣はすべて漫画版オリジナル。第8話、第9話（最終回）に登場した怪獣は『パワーパフガールズ』の主人公3人のパロディ。

## 関連番組
あるてぃめっとれいでぃお
アニメ公式サイトで2005年1月から4月まで配信されていたインターネットラジオ番組。司会は福圓美里、生天目仁美、徳永愛。全12回。
番外編がサントラCDに収録されている。こちらの出演は福圓美里、古谷徹、ムトウユージ監督。